# Anne-Sofie Gräslund
Anne-Sofie Gräslund, född Silén 1 juni 1940, är en svensk professor i arkeologi vid Uppsala universitet, Institutionen för arkeologi och antik historia. 
Hon är dotter till biskopen i Västerås Sven Silén och Lisbeth Henkow. Hon tog studentexamen i Härnösand 1958 och blev fil. mag. i latin, klassisk fornkunskap och antikens historia, franska samt nordisk och jämförande fornkunskap 1962, senare med tillägg av nordisk och jämförande folklivsforskning. Hon disputerade i arkeologi 1981 med avhandlingen Birka IV. The Burial Customs. A study of the graves on Björkö. Hon blev docent i arkeologi 1985 och var universitetslektor 1989-2002, då hon utnämndes till professor i arkeologi vid Uppsala universitet. Hon blev emerita 2007. Gräslund har främst inriktat sin verksamhet på vikingatiden och hennes viktigaste bidrag till den arkeologiska forskningen anses vara hennes system för att datera runstenar. Hon har också forskat kring kristnandeprocessen och dess betydelse för samhället, vilket ledde till det tvärvetenskapliga projektet "Sveriges kristnande. Kultur och mentalitet under vikingatid och tidig medeltid." Hon är gift med professor emeritus Bo Gräslund och har tre barn med honom. Hon är ledamot av Kungl. Gustav Adolfs Akademien och Nathan Söderblom-Sällskapet